# Рудник Мері-Мак
Рудник Мері-Мак (Mary Mac) – колишній гірничодобувний майданчик на заході Австралії, одна з копалень на рудному полі Лавертон.
Вперше розробка родовища Мері-Мак почалась біля 1900 року та велась з перервами до початку 1920-х. В цей період роботи провадили підземним способом, а накопичений видобуток досягнув 42 тисячі тонн руди та 0,4 тонни золота.
В 2011 році етап повномасштабної розробки провела компанія Crescent Gold Limited і на цей раз роботи велись відкритим способом за допомогою кар’єрів Мері-Мак-Гілл та Мері-Мак-Соуз. Всього видобули 1,19 млн тонн руди, що дало змогу отримати 1,8 тонни золота. Руду відправляли на фабрику з вилучення золота копальні Гранні-Сміт.